# Colayrac-Saint-Cirq
Colayrac-Saint-Cirq – miejscowość i gmina we Francji, w regionie Nowa Akwitania, w departamencie Lot i Garonna.
Według danych na rok 1990 gminę zamieszkiwały 2653 osoby, a gęstość zaludnienia wynosiła 124 osób/km² (wśród 2290 gmin Akwitanii Colayrac-Saint-Cirq plasuje się na 164. miejscu pod względem liczby ludności, natomiast pod względem powierzchni na miejscu 481).